# Fédération comorienne des échecs
La Fédération comorienne de jeu d'échecs (FCE) a été fondée le 11 mai 2011 sous le régime de la Loi N° 86-006/AF du 30 mai 1986 relative à la convention des associations comoriennes.
Elle a pour but d’organiser, de diriger, de contrôler, de promouvoir et de favoriser l’enseignement et la pratique du jeu d'échecs sur l’ensemble du territoire national des Comores et s’interdit toute discrimination. Elle veille au respect de ces principes et de la déontologie inhérente à la pratique de toute discipline sportive. Elle a pour devise « Unir pour mieux servir ».
Elle est officiellement affiliée à la Fédération internationale des échecs lors du 82e Congrès de la FIDE qui s’est tenu à Cracovie, en Pologne, du 15 au 22 octobre 2011.
Elle est devenue depuis le 9 mai 2013 la 27e fédération membre de l'Association Internationale des Echecs Francophones (AIDEF).

## Bureau
Le bureau de la Fédération Comorienne de jeu d’Echecs est dirigée depuis le 11 mai 2011 par :
- Son Président : Kader Irchad Barry
- Son Secrétaire Général : Ibrahima Assoumani
- Son Trésorier : Djamal Mohamed Soilih

Ce bureau fondateur se fixe pour missions d’organiser la Fédération, notamment par la mise en place de ses organes et commissions, le démarrage des compétitions nationales et thématiques (scolaires, féminines, culturelles, etc.), la création du classement Elo national, sa représentation aux compétitions internationales, le développement de ses capacités financières, et l’installation de son siège fédéral.
Au terme de ces travaux, la Fédération prévoit de s’organiser autour de deux instances complémentaires :
- Une instance de direction : le Bureau Fédéral
- Une instance de réflexion, de contrôle et de supervision : le Conseil Fédéral

Le mandat du bureau fondateur est de 5 ans. Il court jusqu’au 10 mai 2016.